# North of England Championships 1973
Il North of England Championships 1973 è stato un torneo di tennis. È stata la 3ª edizione del torneo, che fa parte del Women's International Grand Prix 1973. Si è giocato a Hoylake in Gran Bretagna, dal 16 al 21 luglio 1973.

## Campionesse

### Singolare
Patti Hogan ha battuto in finale  Sharon Walsh 11-9, 4–6, 6–4

### Doppio
Karen Krantzcke /  Virginia Wade hanno battuto in finale  Patti Hogan /  Sharon Walsh con il punteggio di 5–7, 6–4, 6–1